# Toya hispidula
Toya hispidula är en insektsart som beskrevs av Lindberg 1954. Toya hispidula ingår i släktet Toya och familjen sporrstritar. Inga underarter finns listade i Catalogue of Life.